# Árcsőrű drótfarkúmadár
Az árcsőrű drótfarkúmadár (Sylviorthorhynchus desmurii) a madarak (Aves) osztályának verébalakúak (Passeriformes) rendjébe és a fazekasmadár-félék (Furnariidae) családjába tartozó faj.

## Rendszerezése
A fajt Claudio Gay francia botanikus és természettudós írta le 1845-ben, a Sylviorthorhynchus desmursii néven. Egyes szervezetek jelenleg is ezt a nevet használják.

## Előfordulása
Dél-Amerika délnyugati részén, Argentína és Chile területén honos. Természetes élőhelyei a mérsékelt égövi erdők, szubtrópusi síkvidéki esőerdők és cserjések. Vonuló faj.

## Megjelenése
Testhossza 23 centiméter. Nevét hegyes csőréről és drótszerű farok tollairól kapta. Tollazata vörösesbarna.

## Természetvédelmi helyzete
Az elterjedési területe nagyon nagy, egyedszáma ugyan csökken, de még nem éri el a kritikus szintet. A Természetvédelmi Világszövetség Vörös listáján nem fenyegetett fajként szerepel.